# At Budokan
At Budokan ist ein Livealbum des US-amerikanischen Musikers Bob Dylan, das im Frühjahr 1978 in der Nippon Budōkan in Tokio aufgenommen und im August desselben Jahres veröffentlicht wurde. 

## Entstehung und Veröffentlichung
Die Aufnahmen stammen von zwei verschiedenen Konzerten am 28. Februar und 1. März 1978. Es handelt sich um die vierte und fünfte von insgesamt acht Shows in der Nippon Budokan Hall in Tokio, Japan. Die Erstveröffentlichung von At Budokan erfolgte am 21. August 1978 bei Columbia Records in Japan. Das Album erschien dabei in seiner Originalausführung als Doppel-LP mit 22 Titeln (Katalognummer: 40AP 1100~1). Später, noch im selben Jahr, wurde das Album auch in Australien und Neuseeland veröffentlicht. Erst im April 1979 erschien es weltweit – damit reagierte Columbia auf die zahlreichen Importe nach Europa und Nordamerika. Der Original-LP lag ein Textheft in Englisch und Japanisch bei und zusätzlich ein DIN-A1-Poster, das Dylan mit E-Gitarre während eines Auftritts in Japan zeigt. Am 5. Februar 1991 erschien das Album erstmals als CD-ausführung (Katalognummer: 467850 2).
Alle Lieder wurden von Bob Dylan selbst geschrieben, mit Ausnahme von Oh, Sister, das er gemeinsam mit Jacques Levy für das Album Desire textete. Für die Produktion zeichnete Don DeVito verantwortlich.

## Titelliste
LP 1
1. Mr. Tambourine Man – 5:04
2. Shelter from the Storm – 4:39
3. Love Minus Zero / No Limit – 3:57
4. Ballad of a Thin Man – 4:53
5. Don’t Think Twice, It’s All Right – 5:01
6. Maggie’s Farm – 5:26
7. One More Cup of Coffee (Valley Below) – 3:31
8. Like a Rolling Stone – 6:36
9. I Shall Be Released – 4:24
10. Is Your Love in Vain? – 4:02
11. Going, Going, Gone – 4:23

LP 2
1. Blowin’ in the Wind – 4:32
2. Just Like a Woman – 5:06
3. Oh, Sister (Bob Dylan / Jacques Levy) – 4:50
4. Simple Twist of Fate – 4:27
5. All Along the Watchtower – 3:26
6. I Want You – 2:40
7. All I Really Want to Do – 3:45
8. Knockin’ On Heaven's Door – 4:03
9. It's Alright, Ma (I’m Only Bleeding) – 6:09
10. Forever Young – 6:32
11. The Times They Are A-Changin – 5:29

## Rezensionen
Dylan erhielt für At Budokan einige der schlimmsten Kritiken seiner gesamten Karriere. Man nannte das Album „glatt“ und „steril“. Musikkritiker Jimmy Guterman nannte es gar „eins der schlimmsten Alben in der Geschichte der Rockmusik“. Clinton Heylin dagegen sprach entschuldigend von einer „Aufnahme vom falschen Ende der Tour“ – die späteren Auftritte in Europa wären deutlich besser gewesen.
In Europa wurde das Album deutlich freundlicher aufgenommen. Janet Maslin, Musikkritikerin des Rolling Stone, sah darin eine „Befreiung Dylans von den Originalversionen“, die, „so schön und dauerhaft sie auch sein mögen, eine entsetzliche Belastung für den Künstler“ darstellten. Sie hörte vor allem die damals neueren Songs wie Oh Sister und Shelter from the Storm als „deutlich verbessert“, als ob sie „bei der ersten Aufnahme nicht richtig durchdacht gewesen wären“.

## Kommerzieller Erfolg

### Chartplatzierungen
At Budokan avancierte zum Top-10-Erfolg in Norwegen (Rang 2), Neuseeland (Rang 3), Schweden (Rang 4), den Niederlanden (Rang 6) und Österreich (Rang 7).
| ChartsChartplatzierungen       | Höchstplatzierung | Wochen/ Monate |
| ------------------------------ | ----------------- | -------------- |
| Deutschland (GfK)              | 24 (15 Wo.)       | 15 Wo.         |
| Österreich (Ö3)                | 7 (4 Mt.)         | 4 Mt.          |
| Vereinigte Staaten (Billboard) | 13 (25 Wo.)       | 25 Wo.         |
| Vereinigtes Königreich (OCC)   | 4 (19 Wo.)        | 19 Wo.         |

### Auszeichnungen für Musikverkäufe
| Land/Region                  | Auszeichnungen für Musikverkäufe (Land/Region, Auszeichnung, Verkäufe) | Verkäufe |
| ---------------------------- | ---------------------------------------------------------------------- | -------- |
| Kanada (MC)                  | Gold                                                                   | 50.000   |
| Vereinigte Staaten (RIAA)    | Gold                                                                   | 500.000  |
| Vereinigtes Königreich (BPI) | Gold                                                                   | 100.000  |
| Insgesamt                    | 3× Gold ·                                                              | 650.000  |

Hauptartikel: Bob Dylan/Auszeichnungen für Musikverkäufe